# Коновалов Іван Андрійович
Іван Андрійович Коновалов (рос. Иван Андреевич Коновалов; нар. 18 серпня 1994, Балашиха) — російський футболіст, воротар шотландського клубу «Лівінгстон».

## Клубна кар'єра
Після закінчення академії московського «Спартака» Коновалов був резервним воротарем команд російської Прем'єр-ліги, а саме московського «Спартака» та пермського «Амкара» в сезонах 2012–13 та 2013–14 років відповідно.
3 вересня 2014 року дебютував у Російській Професійній Футбольній Лізі за СКЧФ «Севастополь» у грі проти «Краснодара-2».
23 липня 2015 року він підписав 2-річний контракт із клубом сербської Суперліги — «Раднички» (Ниш).
У січні 2017 року підписав контракт із іншим клубом вищого сербського дивізіону — «Бачка».
29 червня 2018 року підписав 4-річний контракт з клубом російської Прем'єр-ліги «Рубін» (Казань).
18 січня 2022 року Коновалов підписав 18-місячну угоду з клубом шотландської Прем'єр-ліги «Лівінгстон» за умови проходження міжнародного контролю та отримання дозволу на роботу. Коновалов був єдиним росіянином у професійних футбольних лігах Великобританії на той час. Спочатку він був резервістом Макса Стриєка, але отримав можливість зіграти, коли Стриєка дискваліфікували на два матчі.

## Титули і досягнення
- Володар Кубка Казахстану (1):

«Тобол»: 2023